# 蘇寅賓
蘇寅賓（？—？），字初仲，號日門，福建泉州府同安县十七都蔡店（在今台湾金門縣）人，明朝政治人物、进士出身。

## 生平
万历四十年（1612年）壬子科舉人，四十七年（1619年）己未科进士，初授昆山县知县，時螃蟹食禾苗，遍满田塍，寅賓禱天，為民請命，蟹去，歲以大熟。以執法失權貴意，天啓五年考察，補增城縣，六年改寧波府教授，昆山人建祠以祀。秩满，升國子監助教，崇祯元年（1628年）升南兵部主事，二年丁憂。四年升兵部职方司主事，五年升车驾司员外郎，升郎中，六年累迁廣東佥事、海南兵備道，革納鏹積榖諸羡余，勒石未記。轉湖廣粮儲道，以不謁督粮權璫，奪職歸。家無擔石，杖履自適。卒年八十一。

## 家族
曾祖蘇勳。祖蘇士立。父蘇惟。